# Melonowiec właściwy

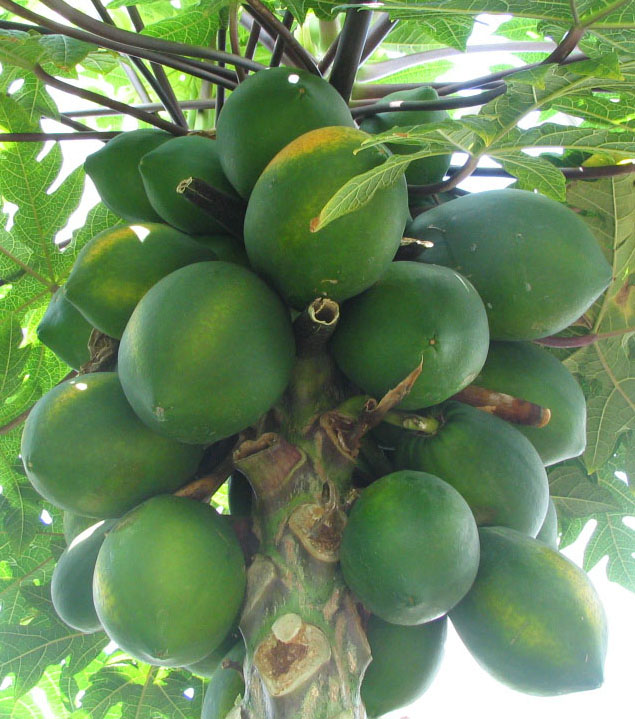
Owoce przed zbiorem

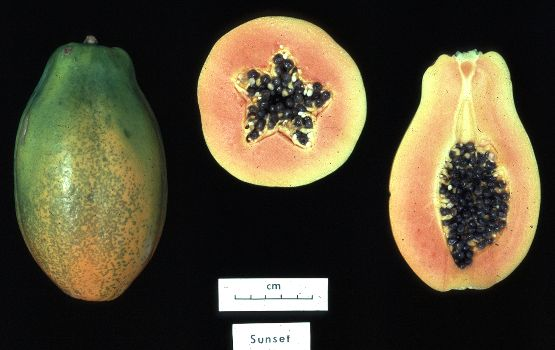
Owoc w całości oraz w przekroju poprzecznym i podłużnym

Melonowiec właściwy (Carica papaya L.), nazywany przeważnie papają, czasami nieściśle drzewem melonowym – gatunek rośliny z rodziny melonowcowatych (Caricaceae). Pochodzi z Ameryki Południowej, Środkowej i południowych rejonów Ameryki Północnej (Meksyk, Floryda). Uprawiany w tropikach i subtropikach.

## Morfologia
PokrójZ powodu wyglądu i wymiarów sięgających 10 m rośliny tego gatunku bywają określane jako drzewa, aczkolwiek słabo drewniejąca łodyga jest też powodem zaliczania ich do bylin. Na łodydze zachowują się widoczne „blizny” po opadłych liściach i owocach.
LiścieSpiralnie rozmieszczone na szczycie łodygi. Liście są długoogonkowe, głęboko dłoniasto podzielone na 7 klap, osiągają średnicę 50–70 cm.
KwiatyRoślina jest zasadniczo dwupienna. Kwiaty wyrastają w zagłębieniach liści (na połączeniu z łodygą). Drobniejsze kwiaty męskie zebrane są w grona, większe żeńskie wyrastają po 3. Mają 5-krotny kielich, białawą koronę (w męskich kwiatach jest lejkowata, 5-płatkowa, w żeńskich 5-płatkowa), 1 słupek.
OwocOwalne lub gruszkowate jagody o długości do 45 cm i średnicy do 30 cm. Owoce dojrzałe są miękkie i zmieniają kolor z zielonego na pomarańczowy lub ciemnożółty. Wnętrze owocu zawiera dużą liczbę małych, kulistych i jadalnych nasion.

## Zastosowanie
- Rośliny owocowe. Jest powszechnie uprawiana w krajach tropikalnych. Owoce dojrzewają już na jednorocznych roślinach.
- Kulinaria. Jadalne są zarówno miąższ, jak i skórka owoców. Owoce mogą być spożywane na surowo, nadają się również na przetwory. Wytwarza się z nich marmoladę, napój alkoholowy, kandyzuje się je oraz konserwuje w puszkach. Jadalne są także niedojrzałe owoce, które przed spożyciem należy ugotować.

Miąższ owocu jest bogaty w witaminy i ubogi w kwasy. Dzięki dużej zawartości papainy ułatwia trawienie. Wspomnieć należy też o znacznej zawartości alaniny (116 mg na 100 g) oraz β-karotenu (1,2 mg na 100 g).